# خوش‌نوای چتم
خوش‌نوای چَتِم (نام علمی: Gerygone albofrontata) نام یک گونه از سرده خوش‌نوا است.